# Opatkowice (gromada)
Opatkowice (alt. Opatkowice Murowane) – dawna gromada, czyli najmniejsza jednostka podziału terytorialnego Polskiej Rzeczypospolitej Ludowej w latach 1954–1972.
Gromady, z gromadzkimi radami narodowymi (GRN) jako organami władzy najniższego stopnia na wsi, funkcjonowały od reformy reorganizującej administrację wiejską przeprowadzonej jesienią 1954 do momentu ich zniesienia z dniem 1 stycznia 1973, tym samym wypierając organizację gminną w latach 1954–1972.
Gromadę Opatkowice z siedzibą GRN w Opatkowicach (Murowanych) utworzono – jako jedną z 8759 gromad na obszarze Polski – w powiecie jędrzejowskim w woj. kieleckim, na mocy uchwały nr 13b/54 WRN w Kielcach z dnia 29 września 1954. W skład jednostki weszły obszary dotychczasowych gromad Opatkowice Murowane, Opatkowice Drewniane, Opatkowice Pojałowskie, Zagaje i Kawęczyn ze zniesionej gminy Mierzwin oraz Opatkowice Cysterskie z dotychczasowej gromady Sędowice ze zniesionej gminy Nawarzyce w tymże powiecie. Dla gromady ustalono 14 członków gromadzkiej rady narodowej.
31 grudnia 1961 do gromady Opatkowice przyłączono wsie Grudzyny i Zegartowice oraz osady Kempiotka i Olszowiec ze zniesionej gromady Mierzwin.
1 stycznia 1969 do gromady Opatkowice przyłączono wsie Łysaków-Dziadówki, Łysaków Kawęczyński i Łysaków pod Lasem ze zniesionej gromady Łysaków oraz wsie Bełk i Mierzwin z (nie zniesionej) gromady Imielno w tymże powiecie.
Gromada przetrwała do końca 1972 roku, czyli do kolejnej reformy gminnej.